# Háry János
Háry János är en opera (sångspel) i en prolog, fyra äventyr och en epilog av Zoltán Kodály. Librettot skrevs av Béla Paulini och Zsolt Harsányi (dialog) efter János Garay versepos Den uttjänte soldaten (ungerska: Az obsitos). Undertiteln på operan är Äventyren från Nagyabony fram till Burghof. Verket uruppfördes 16 oktober 1926 på Nationaloperan i Budapest.

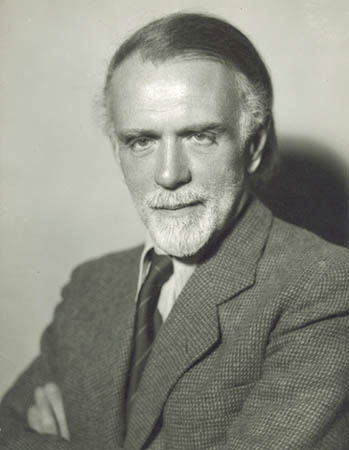
Zoltán Kodály 1930.

## Historia
Háry János är en ungersk Münchhausen-figur som levde i början av 1800-talet och betraktades som ett slags antinationalhjälte. Musiken bygger på ungerska folkvisor och danser. För Kodálys del handlade operan om att genom folkvisebearbetningarna göra den ungerska folkmusiken internationellt känd. Han omarbetade verket tre gånger, sista gången 1953, och sammanställde redan 1927 den berömda Háry János-sviten för orkester eftersom han förstod att operan inte hade några större utsikter att uppföras utanför Ungerns gränser. 
Musiken börjar med ett våldsamt glissando i orkestern. Det skall symbolisera en kraftig nysning. Enligt ungersk folktro är nämligen en berättelse sann, om berättaren "nyser på den", och efter denna upptakt kan ingen tvivla på att historien är garanterat äkta.
1929 formulerade Kodály Háry János budskap i ord:
Varje ungrare är en drömmare. Han har under seklernas lopp flytt undan den sorgliga verkligheten ... in i illusionernas värld. Men Háry János har visserligen inte utfört något av de dåd som han berättar om, men möjligheten till att utföra dem låg förborgad i honom. János är en primitiv poet, det han har att säga koncentrerar han i en enda hjälte: sig själv. Det är en tragisk sinnebild, att vi, efter att han har berättat för oss om sina drömda ryktbara dåd, återser honom på den smutsiga bykrogen. I all sin fattigdom verkar han lycklig: en kung i sina drömmars rike.

## Personer
- Háry János (baryton)
- Örzse, hans trolovade (mezzosopran)
- Kejsar Frans I av Österrike (talroll)
- Kejsarinnan (sopran)
- Napoleon (baryton)
- Marie-Louise av Österrike, kejsardotter och Napoleons hustru (mezzosopran)
- Öreg Marci, Marie-Louises kusk (bas)
- Ebelasztin, hovmarskalk (tenor)

## Handling
Nagyabony, Wien, Norditalien under Napoleonkrigen, ca 1810.
Prolog

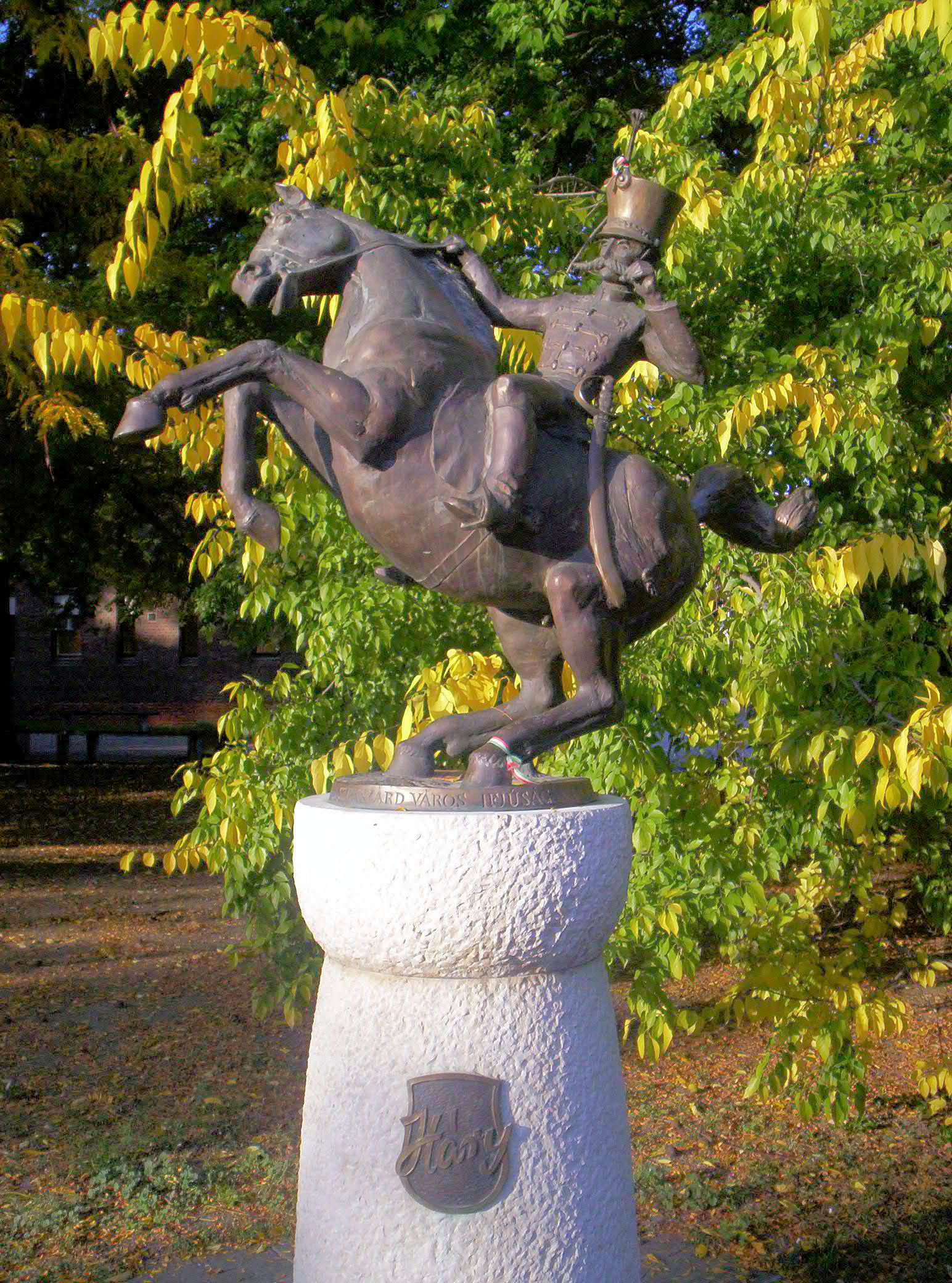
Staty av Háry János i staden Szekszárd.

På krogen i Nagyabony berättar den pensionerade soldaten Háry János ännu en gång om sina äventyr.
Äventyr I.
János tjänar som husar i den kejserliga armén vid ryska gränsen. Hans brud Örzse följer med honom. En dag vägrar den ryske gränsvakten att låta kejsar Frans I:s dotter, Marie-Louise, passera. Háry János skyndar sig att hjälpa den högt uppsatta damen och skjuter över vaktkuren med den väntande kejsardottern och hennes gemål Napoleon från ena sidan av gränsen till den andra. Vägen till Wien står öppen. Som tack tar Marie-Louise med sig den ståtlige husaren till Wien för att där låta honom tjäna i faderns livvakt. Örzse får följa med.
Äventyr II.
Vid det kejserliga hovet tämjer János, som nu blivit fältväbel, en vild häst på spanska ridskolan och botar den gamle kejsarens gikt. Riddaren von Ebelasztin är avundsjuk på János och överlämnar till kejsar Frans I Napoleons krigsförklaring, som han hittills har haft i rockfickan. Kejsaren utnämner Háry János i all hast till ryttmästare och skickar honom som sin förtrogne mot Napoleon.
Äventyr III.
János befordras till överste, besegrar Napoleon vid Milano och tar honom till fånga. Som erkännande för denna tjänst skänker den österrikiske generalen Kruzifix honom sin rang. När Marie-Louise ser sin Napoleon darra av skräck, lämnar hon honom ögonblickligen och vill gifta sig med den nye generalen. Men Örzse kommer med invändningar.
Äventyr IV.
Marie-Louise har skilt sig från den fege Napoleon. Kejsar Frans går med på att låta honom äkta János och vill som hemgift skänka honom halva riket. Men János avstår från kejsardottern och halva riket, eftersom han vill bege sig tillbaka hem tillsammans med Örzse. Kejsar Frans efterskänker de återstående tjänsteåren i armén.
Epilog
När paret har kommit hem firar de bröllop och lever lyckliga tillsammans ända fram till Örzses död. Och därmed finns det inte längre något ögonvittne till János hjältedåd i livet. Men vem skulle kunna betvivla att han talar sanning.